# Glycosmis aglaioides
Glycosmis aglaioides är en vinruteväxtart som beskrevs av Ru Huai Miao. Glycosmis aglaioides ingår i släktet Glycosmis och familjen vinruteväxter. Inga underarter finns listade i Catalogue of Life.